# Zibiška vas
Zibiška vas je naselje u slovenskoj Općini Šmarje pri Jelšahu. Zibiška vas se nalazi u pokrajini Štajerskoj i statističkoj regiji Savinjskoj. 

## Stanovništvo
Prema popisu stanovništva iz 2002. godine naselje je imalo 81 stanovnika.